# Voivodato di Sandomierz
Il voivodato di Sandomierz (in polacco Województwo sandomierskie, in latino Palatinatus Sandomirensis) fu un'unità di divisione amministrativa e governo locale del Regno di Polonia dal XIV secolo fino alla spartizione della Polonia del 1772-1775. Faceva parte della provincia della Piccola Polonia.

## Governo municipale
Sede del Governo del voivodato (Wojewoda):
- Sandomierz

Sede del Consiglio regionale (sejmik generalny):
- Nowe Miasto Korczyn

## Distretti e capoluoghi
- Distretto di Sandomierz, Sandomierz
- Distretto di Pilzno, Pilzno
- Distretto di Wiślica, Wiślica
- Distretto di Chęciny, Chęciny
- Distretto di Opoczno, Opoczno
- Distretto di Radom, Radom
- Distretto di Stężyca, Stężyca

## Voivodi
- Jan z Melsztyna (dal 1361)
- Jan z Tarnowa (prima del 1385)
- Spytek z Tarnowa i Jaroslawia (dal 1433)
- Jan Feliks "Szram" Tarnowski (dal 1501)
- Mikołaj Firlej (dal 1514)
- Jan Kostka (dal 1574)
- Jerzy Mniszech (dal 1590)
- Jan Zbigniew Ossolinski (dal 1613)
- Stanisław Koniecpolski (dal 1625 al 1633),
- Mikołaj Firlej (1633-1635)
- Jerzy Ossoliński (1636-1638)
- Krzysztof Ossolinski (dal 1638 al 1645)
- Wladyslaw Dominik Zaslawski (dal 1649)
- Aleksander Koniecpolski (dal 1656)
- Jan "Sobiepan" Zamoyski (dal 1659)
- Jerzy Aleksander Lubomirski (dal 1729)
- Jan Tarło (dal 1736)

## Voivodati confinanti
- Voivodato di Rawa
- Voivodato della Masovia
- Voivodato di Lublino
- Voivodato di Rutenia
- Voivodato di Cracovia
- Voivodato di Sieradz
- Voivodato di Łęczyca